# Serie A 1978-1979
La Serie A 1978-1979 è stata la 77ª edizione della massima serie del campionato italiano di calcio (la 47ª a girone unico), disputata tra il 1º ottobre 1978 e il 13 maggio 1979 e conclusa con la vittoria del Milan, al suo decimo titolo.
Capocannoniere del torneo è stato Bruno Giordano (Lazio) con 19 reti.

## Stagione

### Novità
Stante il sopravvenuto ritiro del brasiliano Sergio Clerici al termine del campionato precedente, il torneo 1978-1979 risultò il primo — nell'era del girone unico — a venire disputato interamente da calciatori italiani, situazione questa ascrivibile al blocco delle frontiere operata nel 1966 ma i cui effetti non riguardarono i tesserati stranieri presenti in Italia al momento della chiusura.

### Calciomercato

Da sinistra: il mediano Roberto Filippi, neoacquisto del Napoli, saluta l'ex compagno di squadra Cerilli del Lanerossi.

In una fase di calciomercato particolarmente calda, per via di polemiche e vertenze legali tra l'Assocalciatori e i club, si mossero con decisione la Roma che si assicurò l'emergente Pruzzo e l'esperto Spinosi, e il Napoli che si aggiudicò tra gli altri Caso, gli ex granata Castellini e Caporale, nonché il mediano Filippi salito alla ribalta la stagione precedente nel L.R. Vicenza; la società berica, a sua volta, si segnalò per l'alta cifra versata a sorpresa alla Juventus onde riscattare Paolo Rossi, oltreché per la conferma dell'artefice del Real Vicenza, il tecnico Giovan Battista Fabbri, sottratto alle mire del Milan.
I rossoneri, che riconfermarono dunque Nils Liedholm in panchina, allestirono una formazione dall'età media bassa, con il decano Rivera, prossimo al ritiro al termine della stagione, deputato a far crescere in attacco qualche innesto pescato in provincia e in cerca di conferme in una grande piazza (Chiodi, Novellino), mentre alle loro spalle venivano promossi giovani prospetti del vivaio (Franco Baresi, Collovati) e calciatori ancora poco conosciuti (Buriani, De Vecchi). I concittadini dell'Inter diedero l'addio all'ultimo reduce della Grande Inter, Facchetti, e ringiovanirono ancora la rosa con gli inserimenti di due rivelazioni della serie cadetta: il mediano di spinta Pasinato dell'Ascoli, e il fantasista Beccalossi del Brescia.
La Fiorentina si rinforzò con il libero Galbiati e il jolly Amenta, la Lazio prelevò dai cadetti della Sampdoria il portiere Cacciatori e promosse dalle giovanili il promettente difensore Tassotti, mentre l'ex bandiera napoletana Juliano si accasò al Bologna per quella che sarà l'ultima sua stagione da calciatore. In provincia il rampante Perugia, reduce da alcuni positivi tornei chiusi a ridosso delle formazioni più quotate, e che quest'anno non nascondeva ambizioni di alta classifica, puntellò l'undici titolare con lo stopper Della Martira e il mediano Butti; l'Avellino di Marchesi, al suo storico esordio in massima serie, puntò sui gol di De Ponti, infine l'atteso Ascoli, che l'anno prima aveva condotto un campionato di livello tra i cadetti, accolse un Anastasi al tramonto della carriera.

### Avvenimenti

#### Girone di andata

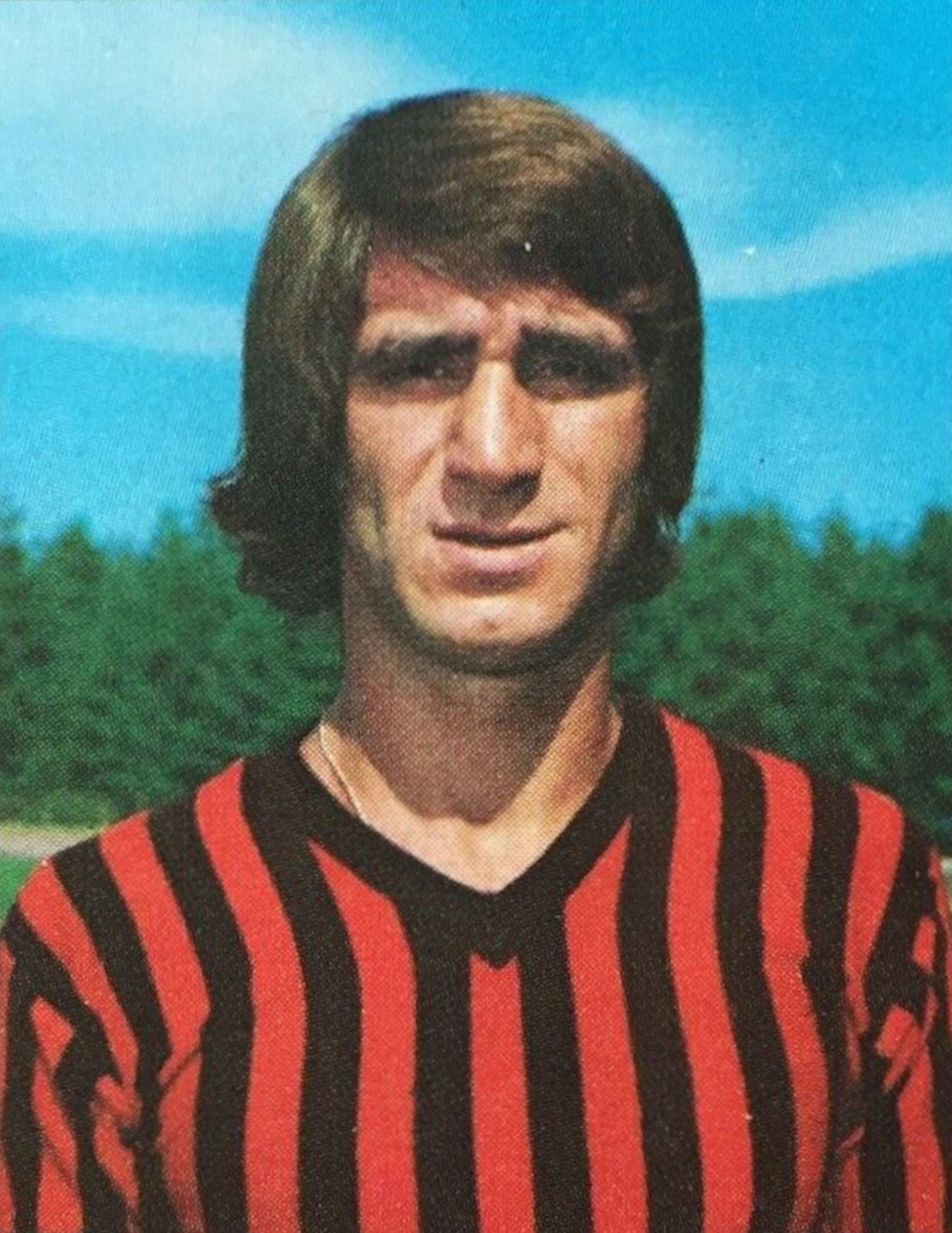
Aldo Maldera fu tra i protagonisti dello scudetto del Milan: il terzino si rivelò importante anche in fase d'attacco con 9 reti.

A sovvertire i pronostici circa lo scenario del campionato contribuirono i recenti Mondiali di Argentina, cui la compagine azzurra di Bearzot aveva preso parte con una rosa imperniata in prevalenza su calciatori di Juventus e Torino, circostanza che in ragione dei supplementari sforzi compiuti da questi ultimi incise significativamente sul rendimento delle due formazioni piemontesi.
Complici le partenze incostanti del gruppo delle favorite — in cui, oltre alle succitate torinesi, erano incluse l'Inter, un Lanerossi reduce dal secondo posto del torneo precedente, la Roma e un Napoli che rimpiazzò in breve Di Marzio con Vinício —, fu il Milan a conquistare la vetta, ottenendo il primato già nel mese di ottobre.
Il ruolo di principale concorrente dei rossoneri toccò a sorpresa a una provinciale, il Perugia di Castagner, i cui punti di forza risiedevano nell'ermetica retroguardia nonché nella prolificità delle ali Bagni e Speggiorin; l'undici umbro fu tra l'altro capace di portarsi temporaneamente al comando, mantenendo la prima posizione in solitaria dal 5 al 19 novembre. A seguito del pari nello scontro diretto, i meneghini operarono il sorpasso una giornata più tardi aggiudicandosi poi il simbolico titolo d'inverno con un margine di tre lunghezze sui Grifoni.

#### Girone di ritorno

Il Perugia, rocciosa provinciale, chiuse al secondo posto in classifica — migliore risultato nella storia degli umbri —, divenendo inoltre la prima squadra a concludere imbattuta un campionato di Serie A.

Nella seconda metà del campionato i grifoni furono gli unici capaci di permanere nell'imbattibilità assoluta, non riuscendo tuttavia a tenere il ritmo della capolista Milan che l'11 febbraio 1979 espugnò Ascoli Piceno portandosi a +4. La corsa-scudetto fu poi destabilizzata dalle vicende successive alla partita Perugia-Atalanta: i bergamaschi chiesero la vittoria a tavolino per la gara dell'11 marzo, poiché i nerazzurri Bodini e Osti erano stati costretti a lasciare il campo nel primo tempo, colpiti alla nuca da una pietra scagliata dal settore ospiti dello stadio perugino; la CAF pose inizialmente il risultato in sub iudice, prima che il giudice sportivo confermasse poi il successo degli umbri.
Con i biancorossi confusi, privati per infortunio del loro leader Vannini e ormai concentrati a mantenere più che altro il record d'imbattibilità, il Milan poté completare il suo cammino verso il decimo titolo italiano della sua storia; neanche la caduta interna contro il Napoli, il 1º aprile, ebbe conseguenze per i rossoneri, i quali sette giorni più tardi rimarcarono definitivamente le distanze uscendo imbattuti dallo scontro diretto di Perugia. Agli uomini di Liedholm bastò uno 0-0 contro il pericolante Bologna, il 6 maggio, per assicurarsi matematicamente il tricolore e cucirsi sulle maglie quella stella rocambolescamente sfuggita loro sei anni prima. Gli umbri dovettero accontentarsi della piazza d'onore, nonostante tutto il loro miglior risultato in massima serie: concludendo peraltro l'intero campionato senza sconfitte, i grifoni divennero i primi nella storia del girone unico a stabilire tale primato, raggiungendo l'apice del cosiddetto Perugia dei miracoli di fine anni 1970.

Il laziale Bruno Giordano, miglior marcatore con 19 gol.

La lotta per l'accesso alla Coppa UEFA sembrò presto decisa: Perugia, Juventus, Inter e Torino avevano accumulato un buon vantaggio sulle inseguitrici già in febbraio. Quando i bianconeri vinsero la Coppa Italia, accedendo pertanto alla Coppa delle Coppe, si liberò un posto per il Napoli, con relativi rimpianti per una Fiorentina apparsa in crescita nonché per la Lazio, rivitalizzata dai gol del giovane capocannoniere Giordano ma poco attiva nel finale. Chiuse distante dall'Europa la Roma che, anzi, in un turbolento epilogo non poté andare oltre la salvezza, ottenuta grazie alla vittoria sul campo dell'Inter e al pari interno strappato all'Atalanta nello scontro diretto della penultima giornata.
Nel finale, quattro sconfitte consecutive acuirono la crisi del Lanerossi, autore infine di un clamoroso harakiri sul campo di Bergamo: entrambe le squadre retrocessero in Serie B per la peggior differenza reti rispetto al Bologna, salvo in extremis per il terzo anno di fila. Sul fondo, il Verona, capace di due sole vittorie all'attivo, si ritrovò presto condannato al ritorno in cadetteria dopo quattro anni. Si salvarono invece le tre neopromosse, ovvero il debuttante Avellino, l'Ascoli e un Catanzaro che colse la sua prima salvezza in massima serie.

## Squadre partecipanti
| Club         | Stagione | Città         | Stadio                                                       | Stagione precedente           |
| ------------ | -------- | ------------- | ------------------------------------------------------------ | ----------------------------- |
| Ascoli       | dettagli | Ascoli Piceno | Stadio Cino e Lillo Del Duca                                 | 1º posto in Serie B, promosso |
| Atalanta     | dettagli | Bergamo       | Stadio Comunale                                              | 9º posto in Serie A           |
| Avellino     | dettagli | Avellino      | Stadio Partenio Stadio San Paolo, Napoli (solo 2ª)           | 3º posto in Serie B, promosso |
| Bologna      | dettagli | Bologna       | Stadio Comunale                                              | 10º posto in Serie A          |
| Catanzaro    | dettagli | Catanzaro     | Stadio Comunale                                              | 2º posto in Serie B, promosso |
| Fiorentina   | dettagli | Firenze       | Stadio Comunale                                              | 13º posto in Serie A          |
| Inter        | dettagli | Milano        | Stadio San Siro                                              | 5º posto in Serie A           |
| Juventus     | dettagli | Torino        | Stadio Comunale di Torino                                    | 1º posto in Serie A           |
| L.R. Vicenza | dettagli | Vicenza       | Stadio Romeo Menti                                           | 2º posto in Serie A           |
| Lazio        | dettagli | Roma          | Stadio Olimpico                                              | 10º posto in Serie A          |
| Milan        | dettagli | Milano        | Stadio San Siro                                              | 4º posto in Serie A           |
| Napoli       | dettagli | Napoli        | Stadio San Paolo Stadio Adriatico, Pescara (solo 15ª)        | 6º posto in Serie A           |
| Perugia      | dettagli | Perugia       | Stadio Renato Curi                                           | 7º posto in Serie A           |
| Roma         | dettagli | Roma          | Stadio Olimpico                                              | 8º posto in Serie A           |
| Torino       | dettagli | Torino        | Stadio Comunale di Torino Stadio Comunale, Novara (solo 29ª) | 2º posto in Serie A           |
| Verona       | dettagli | Verona        | Stadio Marcantonio Bentegodi                                 | 10º posto in Serie A          |

## Allenatori e primatisti
| Squadra           | Allenatore                                                                   | Calciatore più presente                                                         | Cannoniere                              |
| ----------------- | ---------------------------------------------------------------------------- | ------------------------------------------------------------------------------- | --------------------------------------- |
| Ascoli            | Antonio Renna                                                                | Gianfranco Bellotto, Felice Pulici (30)                                         | Adelio Moro (6)                         |
| Atalanta          | Battista Rota                                                                | Cesare Prandelli, Roberto Tavola, Giovanni Vavassori (27)                       | Salvatore Garritano (3)                 |
| Avellino          | Rino Marchesi                                                                | Ottorino Piotti (30)                                                            | Gianluca De Ponti (8)                   |
| Bologna           | Bruno Pesaola (1ª-12ª) Marino Perani (13ª-19ª) Cesarino Cervellati (20ª-30ª) | Claudio Maselli (30)                                                            | Antonio Bordon (6)                      |
| Catanzaro         | Carlo Mazzone                                                                | Massimo Mattolini, Massimo Palanca (30)                                         | Massimo Palanca (10)                    |
| Fiorentina        | Paolo Carosi                                                                 | Roberto Galbiati (30)                                                           | Ezio Sella (8)                          |
| Inter             | Eugenio Bersellini                                                           | Ivano Bordon (30)                                                               | Alessandro Altobelli, Carlo Muraro (11) |
| Juventus          | Giovanni Trapattoni                                                          | Roberto Bettega, Franco Causio, Claudio Gentile, Gaetano Scirea, Dino Zoff (30) | Roberto Bettega (9)                     |
| Lanerossi Vicenza | Giovan Battista Fabbri                                                       | Ernesto Galli, Valeriano Prestanti (30)                                         | Paolo Rossi (15)                        |
| Lazio             | Roberto Lovati                                                               | Massimo Cacciatori, Bruno Giordano (30)                                         | Bruno Giordano (19)                     |
| Milan             | Nils Liedholm                                                                | Enrico Albertosi, Franco Baresi, Aldo Maldera, Walter Novellino (30)            | Alberto Bigon (12)                      |
| Napoli            | Gianni Di Marzio (1ª-2ª) Luís Vinício (3ª-30ª)                               | Giuseppe Savoldi (30)                                                           | Giuseppe Savoldi (9)                    |
| Perugia           | Ilario Castagner                                                             | Antonio Ceccarini, Mauro Della Martira (29)                                     | Walter Speggiorin (9)                   |
| Roma              | Gustavo Giagnoni (1ª-6ª) Ferruccio Valcareggi (7ª-30ª)                       | Paolo Conti (30)                                                                | Roberto Pruzzo (9)                      |
| Torino            | Luigi Radice                                                                 | Roberto Salvadori, Giuliano Terraneo, Salvatore Vullo (29)                      | Paolo Pulici (10)                       |
| Verona            | Luigi Mascalaito (1ª-7ª) Giuseppe Chiappella (8ª-30ª)                        | Franco Superchi (30)                                                            | Egidio Calloni (6)                      |

## Classifica finale
|        | Pos. | Squadra      | Pt | G  | V  | N  | P  | GF | GS | DR  |
| ------ | ---- | ------------ | -- | -- | -- | -- | -- | -- | -- | --- |
|        | 1.   | Milan        | 44 | 30 | 17 | 10 | 3  | 46 | 19 | +27 |
|        | 2.   | Perugia      | 41 | 30 | 11 | 19 | 0  | 34 | 16 | +18 |
| [ 32 ] | 3.   | Juventus     | 37 | 30 | 12 | 13 | 5  | 40 | 23 | +17 |
|        | 4.   | Inter        | 36 | 30 | 10 | 16 | 4  | 38 | 24 | +14 |
|        | 4.   | Torino       | 36 | 30 | 11 | 14 | 5  | 35 | 23 | +12 |
|        | 6.   | Napoli       | 32 | 30 | 9  | 14 | 7  | 23 | 21 | +2  |
|        | 7.   | Fiorentina   | 32 | 30 | 10 | 12 | 8  | 26 | 26 | 0   |
|        | 8.   | Lazio        | 29 | 30 | 9  | 11 | 10 | 35 | 40 | -5  |
|        | 9.   | Catanzaro    | 28 | 30 | 6  | 16 | 8  | 23 | 30 | -7  |
|        | 10.  | Ascoli       | 26 | 30 | 7  | 12 | 11 | 26 | 31 | -5  |
|        | 10.  | Avellino     | 26 | 30 | 6  | 14 | 10 | 19 | 26 | -7  |
|        | 10.  | Roma         | 26 | 30 | 8  | 10 | 12 | 24 | 32 | -8  |
|        | 13.  | Bologna      | 24 | 30 | 4  | 16 | 10 | 23 | 30 | -7  |
|        | 14.  | L.R. Vicenza | 24 | 30 | 5  | 14 | 11 | 29 | 42 | -13 |
|        | 15.  | Atalanta     | 24 | 30 | 6  | 12 | 12 | 20 | 33 | -13 |
|        | 16.  | Verona       | 15 | 30 | 2  | 11 | 17 | 14 | 39 | -25 |

Legenda:
      Campione d'Italia e qualificato in Coppa dei Campioni 1979-1980.
      Qualificata in Coppa delle Coppe 1979-1980.
      Qualificate in Coppa UEFA 1979-1980.
      Retrocesse in Serie B 1979-1980.
Regolamento:
Due punti a vittoria, uno a pareggio, zero a sconfitta.
In caso di parità di punti era in vigore il pari merito, eccetto per i posti salvezza-retrocessione e qualificazione-esclusione dalla Coppa UEFA (differenza reti) nonché per l'assegnazione dello scudetto (spareggio).

### Squadra campione
| Formazione tipo | Giocatori (presenze)   |
| --- | ---------------------- |
| Albertosi Baresi Collovati Bet Maldera De Vecchi Buriani Antonelli Novellino Chiodi Bigon                                                                          | Enrico Albertosi (30)  |
| Albertosi Baresi Collovati Bet Maldera De Vecchi Buriani Antonelli Novellino Chiodi Bigon                                                                          | Fulvio Collovati (27)  |
| Albertosi Baresi Collovati Bet Maldera De Vecchi Buriani Antonelli Novellino Chiodi Bigon                                                                          | Aldo Maldera (30)      |
| Albertosi Baresi Collovati Bet Maldera De Vecchi Buriani Antonelli Novellino Chiodi Bigon                                                                          | Walter De Vecchi (28)  |
| Albertosi Baresi Collovati Bet Maldera De Vecchi Buriani Antonelli Novellino Chiodi Bigon                                                                          | Aldo Bet (17)          |
| Albertosi Baresi Collovati Bet Maldera De Vecchi Buriani Antonelli Novellino Chiodi Bigon                                                                          | Franco Baresi (30)     |
| Albertosi Baresi Collovati Bet Maldera De Vecchi Buriani Antonelli Novellino Chiodi Bigon                                                                          | Roberto Antonelli (21) |
| Albertosi Baresi Collovati Bet Maldera De Vecchi Buriani Antonelli Novellino Chiodi Bigon                                                                          | Alberto Bigon (26)     |
| Albertosi Baresi Collovati Bet Maldera De Vecchi Buriani Antonelli Novellino Chiodi Bigon                                                                          | Walter Novellino (30)  |
| Albertosi Baresi Collovati Bet Maldera De Vecchi Buriani Antonelli Novellino Chiodi Bigon                                                                          | Ruben Buriani (29)     |
| Albertosi Baresi Collovati Bet Maldera De Vecchi Buriani Antonelli Novellino Chiodi Bigon                                                                          | Stefano Chiodi (24)    |
| Altri giocatori: Simone Boldini (14), Giorgio Morini (14), Gianni Rivera (13), Fabio Capello (8), Giovanni Sartori (7), Alberto Minoia (2), Antonio Rigamonti (1). |                        |

## Risultati

### Tabellone
|                   | Asc  | Ata  | Ave  | Bol  | Cat  | Fio  | Int  | Juv  | LRV  | Laz  | Mil  | Nap  | Per  | Rom  | Tor  | Ver  |
| ----------------- | ---- | ---- | ---- | ---- | ---- | ---- | ---- | ---- | ---- | ---- | ---- | ---- | ---- | ---- | ---- | ---- |
| Ascoli            | –––– | 1-0  | 2-0  | 2-2  | 1-1  | 2-1  | 1-2  | 1-0  | 0-0  | 0-0  | 0-1  | 0-0  | 0-0  | 0-0  | 3-0  | 1-0  |
| Atalanta          | 3-2  | –––– | 0-0  | 0-0  | 0-2  | 0-0  | 0-1  | 0-1  | 2-0  | 0-0  | 1-3  | 2-1  | 0-2  | 2-0  | 0-1  | 1-0  |
| Avellino          | 3-1  | 0-0  | –––– | 0-0  | 0-0  | 1-1  | 1-0  | 0-0  | 2-1  | 1-3  | 1-0  | 1-1  | 0-1  | 0-0  | 1-1  | 2-0  |
| Bologna           | 0-0  | 1-0  | 0-0  | –––– | 1-1  | 0-0  | 0-1  | 0-0  | 5-2  | 2-1  | 0-1  | 1-1  | 2-2  | 1-2  | 1-1  | 1-0  |
| Catanzaro         | 1-1  | 0-0  | 0-0  | 0-0  | –––– | 0-0  | 1-1  | 0-0  | 2-0  | 3-1  | 1-3  | 0-0  | 1-1  | 1-0  | 2-1  | 1-1  |
| Fiorentina        | 1-0  | 0-1  | 1-0  | 1-0  | 1-1  | –––– | 1-2  | 0-1  | 0-0  | 3-0  | 2-3  | 2-1  | 1-1  | 2-0  | 0-0  | 1-0  |
| Inter             | 1-1  | 2-2  | 2-0  | 0-0  | 0-0  | 1-2  | –––– | 2-1  | 0-0  | 4-0  | 2-2  | 2-0  | 1-1  | 1-2  | 0-0  | 4-0  |
| Juventus          | 1-0  | 3-0  | 3-3  | 1-1  | 3-1  | 1-1  | 1-1  | –––– | 1-2  | 2-1  | 1-0  | 1-0  | 1-2  | 4-1  | 1-1  | 6-2  |
| Lanerossi Vicenza | 1-1  | 1-1  | 2-1  | 2-2  | 2-0  | 0-1  | 0-1  | 1-1  | –––– | 4-1  | 2-3  | 0-0  | 1-1  | 1-0  | 2-2  | 0-0  |
| Lazio             | 3-1  | 1-1  | 0-0  | 1-0  | 3-1  | 4-0  | 1-1  | 2-2  | 4-3  | –––– | 1-1  | 1-2  | 0-0  | 0-0  | 0-0  | 1-0  |
| Milan             | 0-0  | 1-1  | 1-0  | 0-0  | 4-0  | 4-1  | 1-0  | 0-0  | 0-0  | 2-0  | –––– | 0-1  | 1-1  | 1-0  | 1-0  | 2-1  |
| Napoli            | 2-1  | 2-0  | 3-0  | 2-1  | 1-0  | 0-0  | 0-0  | 0-0  | 2-2  | 0-2  | 1-1  | –––– | 1-1  | 1-0  | 0-1  | 1-0  |
| Perugia           | 2-0  | 2-0  | 0-0  | 3-1  | 1-0  | 1-0  | 2-2  | 0-0  | 2-0  | 2-0  | 1-1  | 2-0  | –––– | 1-1  | 0-0  | 1-1  |
| Roma              | 1-0  | 2-2  | 2-1  | 2-0  | 1-3  | 1-1  | 1-1  | 1-0  | 3-0  | 1-2  | 0-3  | 0-0  | 0-0  | –––– | 0-2  | 2-0  |
| Torino            | 3-1  | 3-0  | 1-0  | 3-1  | 3-0  | 1-1  | 3-3  | 0-1  | 4-0  | 2-2  | 0-3  | 0-0  | 0-0  | 1-0  | –––– | 0-0  |
| Verona            | 2-3  | 1-1  | 0-1  | 1-0  | 0-0  | 0-1  | 0-0  | 0-3  | 0-0  | 2-0  | 1-3  | 0-0  | 1-1  | 1-1  | 0-1  | –––– |

### Calendario
I calendari della Serie A e della Serie B vennero sorteggiati il 27 luglio 1978, presso il Centro Elettronico del Coni.
| andata (1ª) | andata (1ª) | Prima giornata            | ritorno (16ª) | ritorno (16ª) |
|             |             |                           |               |               |
| 1º ott.     | 0-1         | Bologna-Inter             | 0-0           | 28 gen.       |
| 1º ott.     | 0-0         | Catanzaro-Atalanta        | 2-0           | 28 gen.       |
| 1º ott.     | 2-2         | Lazio-Juventus            | 1-2           | 28 gen.       |
| 1º ott.     | 1-0         | Milan-Avellino            | 0-1           | 28 gen.       |
| 1º ott.     | 2-1         | Napoli-Ascoli             | 0-0           | 28 gen.       |
| 1º ott.     | 2-0         | Perugia-Lanerossi Vicenza | 1-1           | 28 gen.       |
| 1º ott.     | 1-1         | Torino-Fiorentina         | 0-0           | 28 gen.       |
| 1º ott.     | 1-1         | Verona-Roma               | 0-2           | 28 gen.       |

| andata (3ª) | andata (3ª) | Terza giornata            | ritorno (18ª) | ritorno (18ª) |
|             |             |                           |               |               |
| 15 ott.     | 5-2         | Bologna-Lanerossi Vicenza | 2-2           | 11 feb.       |
| 15 ott.     | 0-0         | Catanzaro-Juventus        | 1-3           | 11 feb.       |
| 15 ott.     | 1-1         | Lazio-Atalanta            | 0-0           | 11 feb.       |
| 15 ott.     | 0-0         | Milan-Ascoli              | 1-0           | 11 feb.       |
| 15 ott.     | 1-0         | Napoli-Roma               | 0-0           | 11 feb.       |
| 15 ott.     | 1-0         | Perugia-Fiorentina        | 1-1           | 11 feb.       |
| 15 ott.     | 1-0         | Torino-Avellino           | 1-1           | 11 feb.       |
| 15 ott.     | 0-0         | Verona-Inter              | 0-4           | 11 feb.       |

| andata (5ª) | andata (5ª) | Quinta giornata         | ritorno (20ª) | ritorno (20ª) |
|             |             |                         |               |               |
| 29 ott.     | 0-0         | Bologna-Juventus        | 1-1           | 4 mar.        |
| 29 ott.     | 1-0         | Catanzaro-Roma          | 3-1           | 4 mar.        |
| 29 ott.     | 4-3         | Lazio-Lanerossi Vicenza | 1-4           | 4 mar.        |
| 29 ott.     | 4-1         | Milan-Fiorentina        | 3-2           | 4 mar.        |
| 29 ott.     | 2-0         | Napoli-Atalanta         | 1-2           | 4 mar.        |
| 29 ott.     | 0-0         | Perugia-Avellino        | 1-0           | 4 mar.        |
| 29 ott.     | 3-3         | Torino-Inter            | 0-0           | 4 mar.        |
| 29 ott.     | 2-3         | Verona-Ascoli           | 0-1           | 4 mar.        |

| andata (7ª) | andata (7ª) | Settima giornata         | ritorno (22ª) | ritorno (22ª) |
|             |             |                          |               |               |
| 12 nov.     | 0-0         | Bologna-Avellino         | 0-0           | 18 mar.       |
| 12 nov.     | 0-0         | Catanzaro-Fiorentina     | 1-1           | 18 mar.       |
| 12 nov.     | 0-0         | Lazio-Roma               | 2-1           | 18 mar.       |
| 12 nov.     | 1-0         | Milan-Inter              | 2-2           | 18 mar.       |
| 12 nov.     | 0-0         | Napoli-Juventus          | 0-1           | 18 mar.       |
| 12 nov.     | 2-0         | Perugia-Ascoli           | 0-0           | 18 mar.       |
| 12 nov.     | 4-0         | Torino-Lanerossi Vicenza | 2-2           | 18 mar.       |
| 12 nov.     | 1-1         | Verona-Atalanta          | 0-1           | 18 mar.       |

| andata (9ª) | andata (9ª) | Nona giornata          | ritorno (24ª) | ritorno (24ª) |
|             |             |                        |               |               |
| 26 nov.     | 1-1         | Avellino-Fiorentina    | 0-1           | 1º apr.       |
| 26 nov.     | 1-1         | Bologna-Catanzaro      | 0-0           | 1º apr.       |
| 26 nov.     | 2-2         | Inter-Atalanta         | 1-0           | 1º apr.       |
| 26 nov.     | 1-0         | Juventus-Ascoli        | 0-1           | 1º apr.       |
| 26 nov.     | 1-0         | Lanerossi Vicenza-Roma | 0-3           | 1º apr.       |
| 26 nov.     | 1-0         | Lazio-Verona           | 0-2           | 1º apr.       |
| 26 nov.     | 1-1         | Napoli-Milan           | 1-0           | 1º apr.       |
| 26 nov.     | 0-0         | Perugia-Torino         | 0-0           | 1º apr.       |

| andata (11ª) | andata (11ª) | Undicesima giornata        | ritorno (26ª) | ritorno (26ª) |
|              |              |                            |               |               |
| 10 dic.      | 1-0          | Ascoli-Atalanta            | 2-3           | 14 apr.       |
| 10 dic.      | 1-1          | Catanzaro-Verona           | 0-0           | 14 apr.       |
| 10 dic.      | 2-0          | Fiorentina-Roma            | 1-1           | 14 apr.       |
| 10 dic.      | 1-1          | Juventus-Inter             | 1-2           | 14 apr.       |
| 11 dic.      | 2-1          | Lanerossi Vicenza-Avellino | 1-2           | 14 apr.       |
| 10 dic.      | 1-0          | Lazio-Bologna              | 1-2           | 14 apr.       |
| 10 dic.      | 1-0          | Milan-Torino               | 3-0           | 14 apr.       |
| 10 dic.      | 1-1          | Napoli-Perugia             | 0-2           | 14 apr.       |

| andata (13ª) | andata (13ª) | Tredicesima giornata     | ritorno (28ª) | ritorno (28ª) |
|              |              |                          |               |               |
| 7 gen.       | 0-0          | Avellino-Atalanta        | 0-0           | 29 apr.       |
| 7 gen.       | 0-1          | Fiorentina-Juventus      | 1-1           | 29 apr.       |
| 7 gen.       | 1-1          | Lanerossi Vicenza-Ascoli | 0-0           | 29 apr.       |
| 7 gen.       | 4-0          | Milan-Catanzaro          | 3-1           | 29 apr.       |
| 7 gen.       | 0-2          | Napoli-Lazio             | 2-1           | 29 apr.       |
| 7 gen.       | 1-1          | Perugia-Verona           | 1-1           | 29 apr.       |
| 7 gen.       | 1-1          | Roma-Inter               | 2-1           | 29 apr.       |
| 7 gen.       | 3-1          | Torino-Bologna           | 1-1           | 29 apr.       |

| andata (15ª) | andata (15ª) | Quindicesima giornata      | ritorno (30ª) | ritorno (30ª) |
|              |              |                            |               |               |
| 21 gen.      | 0-0          | Avellino-Juventus          | 3-3           | 13 mag.       |
| 21 gen.      | 1-2          | Fiorentina-Inter           | 2-1           | 13 mag.       |
| 21 gen.      | 1-1          | Lanerossi Vicenza-Atalanta | 0-2           | 13 mag.       |
| 21 gen.      | 2-0          | Milan-Lazio                | 1-1           | 13 mag.       |
| 21 gen.      | 1-0          | Napoli-Verona              | 0-0           | 13 mag.       |
| 21 gen.      | 3-1          | Perugia-Bologna            | 2-2           | 13 mag.       |
| 21 gen.      | 1-0          | Roma-Ascoli                | 0-0           | 13 mag.       |
| 21 gen.      | 3-0          | Torino-Catanzaro           | 1-2           | 13 mag.       |

| andata (2ª) | andata (2ª) | Seconda giornata            | ritorno (17ª) | ritorno (17ª) |
|             |             |                             |               |               |
| 8 ott.      | 2-2         | Ascoli-Bologna              | 0-0           | 4 feb.        |
| 8 ott.      | 0-1         | Atalanta-Torino             | 0-3           | 4 feb.        |
| 8 ott.      | 1-3         | Avellino-Lazio              | 0-0           | 4 feb.        |
| 8 ott.      | 2-1         | Fiorentina-Napoli           | 0-0           | 4 feb.        |
| 8 ott.      | 1-1         | Inter-Perugia               | 2-2           | 4 feb.        |
| 8 ott.      | 6-2         | Juventus-Verona             | 3-0           | 4 feb.        |
| 8 ott.      | 2-0         | Lanerossi Vicenza-Catanzaro | 0-2           | 4 feb.        |
| 8 ott.      | 0-3         | Roma-Milan                  | 0-1           | 4 feb.        |

| andata (4ª) | andata (4ª) | Quarta giornata          | ritorno (19ª) | ritorno (19ª) |
|             |             |                          |               |               |
| 22 ott.     | 3-0         | Ascoli-Torino            | 1-3           | 18 feb.       |
| 22 ott.     | 1-3         | Atalanta-Milan           | 1-1           | 18 feb.       |
| 22 ott.     | 2-0         | Avellino-Verona          | 1-0           | 18 feb.       |
| 22 ott.     | 3-0         | Fiorentina-Lazio         | 0-4           | 18 feb.       |
| 22 ott.     | 0-0         | Inter-Catanzaro          | 1-1           | 18 feb.       |
| 22 ott.     | 1-2         | Juventus-Perugia         | 0-0           | 18 feb.       |
| 22 ott.     | 0-0         | Lanerossi Vicenza-Napoli | 2-2           | 18 feb.       |
| 22 ott.     | 2-0         | Roma-Bologna             | 2-1           | 18 feb.       |

| andata (6ª) | andata (6ª) | Sesta giornata           | ritorno (21ª) | ritorno (21ª) |
|             |             |                          |               |               |
| 5 nov.      | 0-0         | Ascoli-Lazio             | 1-3           | 11 mar.       |
| 5 nov.      | 0-2         | Atalanta-Perugia         | 0-2           | 11 mar.       |
| 5 nov.      | 0-0         | Avellino-Catanzaro       | 0-0           | 11 mar.       |
| 5 nov.      | 1-0         | Fiorentina-Bologna       | 0-0           | 11 mar.       |
| 5 nov.      | 2-0         | Inter-Napoli             | 0-0           | 11 mar.       |
| 5 nov.      | 1-0         | Juventus-Milan           | 0-0           | 11 mar.       |
| 5 nov.      | 0-0         | Lanerossi Vicenza-Verona | 0-0           | 11 mar.       |
| 5 nov.      | 0-2         | Roma-Torino              | 0-1           | 11 mar.       |

| andata (8ª) | andata (8ª) | Ottava giornata         | ritorno (23ª) | ritorno (23ª) |
|             |             |                         |               |               |
| 19 nov.     | 1-1         | Ascoli-Catanzaro        | 1-1           | 25 mar.       |
| 19 nov.     | 0-0         | Atalanta-Bologna        | 0-1           | 25 mar.       |
| 19 nov.     | 1-1         | Avellino-Napoli         | 0-3           | 25 mar.       |
| 19 nov.     | 1-0         | Fiorentina-Verona       | 1-0           | 25 mar.       |
| 19 nov.     | 4-0         | Inter-Lazio             | 1-1           | 25 mar.       |
| 19 nov.     | 1-1         | Juventus-Torino         | 1-0           | 25 mar.       |
| 19 nov.     | 2-3         | Lanerossi Vicenza-Milan | 0-0           | 25 mar.       |
| 19 nov.     | 0-0         | Roma-Perugia            | 1-1           | 25 mar.       |

| andata (10ª) | andata (10ª) | Decima giornata              | ritorno (25ª) | ritorno (25ª) |
|              |              |                              |               |               |
| 3 dic.       | 1-2          | Ascoli-Inter                 | 1-1           | 8 apr.        |
| 3 dic.       | 0-1          | Atalanta-Juventus            | 0-3           | 8 apr.        |
| 3 dic.       | 3-1          | Catanzaro-Lazio              | 1-3           | 8 apr.        |
| 3 dic.       | 0-0          | Fiorentina-Lanerossi Vicenza | 1-0           | 8 apr.        |
| 3 dic.       | 1-1          | Milan-Perugia                | 1-1           | 8 apr.        |
| 3 dic.       | 2-1          | Roma-Avellino                | 0-0           | 8 apr.        |
| 3 dic.       | 0-0          | Torino-Napoli                | 1-0           | 8 apr.        |
| 3 dic.       | 1-0          | Verona-Bologna               | 0-1           | 8 apr.        |

| andata (12ª) | andata (12ª) | Dodicesima giornata     | ritorno (27ª) | ritorno (27ª) |
|              |              |                         |               |               |
| 17 dic.      | 0-0          | Atalanta-Fiorentina     | 1-0           | 22 apr.       |
| 17 dic.      | 3-1          | Avellino-Ascoli         | 0-2           | 22 apr.       |
| 17 dic.      | 1-1          | Bologna-Napoli          | 1-2           | 22 apr.       |
| 17 dic.      | 0-0          | Inter-Lanerossi Vicenza | 1-0           | 22 apr.       |
| 17 dic.      | 1-0          | Perugia-Catanzaro       | 1-1           | 22 apr.       |
| 17 dic.      | 1-0          | Roma-Juventus           | 1-4           | 22 apr.       |
| 17 dic.      | 2-2          | Torino-Lazio            | 0-0           | 22 apr.       |
| 17 dic.      | 1-3          | Verona-Milan            | 1-2           | 22 apr.       |

| andata (14ª) | andata (14ª) | Quattordicesima giornata   | ritorno (29ª) | ritorno (29ª) |
|              |              |                            |               |               |
| 14 gen.      | 2-1          | Ascoli-Fiorentina          | 0-1           | 6 mag.        |
| 14 gen.      | 2-0          | Atalanta-Roma              | 2-2           | 6 mag.        |
| 14 gen.      | 0-1          | Bologna-Milan              | 0-0           | 6 mag.        |
| 14 gen.      | 0-0          | Catanzaro-Napoli           | 0-1           | 6 mag.        |
| 14 gen.      | 2-0          | Inter-Avellino             | 0-1           | 6 mag.        |
| 14 gen.      | 1-2          | Juventus-Lanerossi Vicenza | 1-1           | 6 mag.        |
| 14 gen.      | 0-0          | Lazio-Perugia              | 0-2           | 6 mag.        |
| 14 gen.      | 0-1          | Verona-Torino              | 0-0           | 6 mag.        |

| andata (1ª) | andata (1ª) | Prima giornata            | ritorno (16ª) | ritorno (16ª) |
|             |             |                           |               |               |
| 1º ott.     | 0-1         | Bologna-Inter             | 0-0           | 28 gen.       |
| 1º ott.     | 0-0         | Catanzaro-Atalanta        | 2-0           | 28 gen.       |
| 1º ott.     | 2-2         | Lazio-Juventus            | 1-2           | 28 gen.       |
| 1º ott.     | 1-0         | Milan-Avellino            | 0-1           | 28 gen.       |
| 1º ott.     | 2-1         | Napoli-Ascoli             | 0-0           | 28 gen.       |
| 1º ott.     | 2-0         | Perugia-Lanerossi Vicenza | 1-1           | 28 gen.       |
| 1º ott.     | 1-1         | Torino-Fiorentina         | 0-0           | 28 gen.       |
| 1º ott.     | 1-1         | Verona-Roma               | 0-2           | 28 gen.       |

| andata (3ª) | andata (3ª) | Terza giornata            | ritorno (18ª) | ritorno (18ª) |
|             |             |                           |               |               |
| 15 ott.     | 5-2         | Bologna-Lanerossi Vicenza | 2-2           | 11 feb.       |
| 15 ott.     | 0-0         | Catanzaro-Juventus        | 1-3           | 11 feb.       |
| 15 ott.     | 1-1         | Lazio-Atalanta            | 0-0           | 11 feb.       |
| 15 ott.     | 0-0         | Milan-Ascoli              | 1-0           | 11 feb.       |
| 15 ott.     | 1-0         | Napoli-Roma               | 0-0           | 11 feb.       |
| 15 ott.     | 1-0         | Perugia-Fiorentina        | 1-1           | 11 feb.       |
| 15 ott.     | 1-0         | Torino-Avellino           | 1-1           | 11 feb.       |
| 15 ott.     | 0-0         | Verona-Inter              | 0-4           | 11 feb.       |

| andata (5ª) | andata (5ª) | Quinta giornata         | ritorno (20ª) | ritorno (20ª) |
|             |             |                         |               |               |
| 29 ott.     | 0-0         | Bologna-Juventus        | 1-1           | 4 mar.        |
| 29 ott.     | 1-0         | Catanzaro-Roma          | 3-1           | 4 mar.        |
| 29 ott.     | 4-3         | Lazio-Lanerossi Vicenza | 1-4           | 4 mar.        |
| 29 ott.     | 4-1         | Milan-Fiorentina        | 3-2           | 4 mar.        |
| 29 ott.     | 2-0         | Napoli-Atalanta         | 1-2           | 4 mar.        |
| 29 ott.     | 0-0         | Perugia-Avellino        | 1-0           | 4 mar.        |
| 29 ott.     | 3-3         | Torino-Inter            | 0-0           | 4 mar.        |
| 29 ott.     | 2-3         | Verona-Ascoli           | 0-1           | 4 mar.        |

| andata (7ª) | andata (7ª) | Settima giornata         | ritorno (22ª) | ritorno (22ª) |
|             |             |                          |               |               |
| 12 nov.     | 0-0         | Bologna-Avellino         | 0-0           | 18 mar.       |
| 12 nov.     | 0-0         | Catanzaro-Fiorentina     | 1-1           | 18 mar.       |
| 12 nov.     | 0-0         | Lazio-Roma               | 2-1           | 18 mar.       |
| 12 nov.     | 1-0         | Milan-Inter              | 2-2           | 18 mar.       |
| 12 nov.     | 0-0         | Napoli-Juventus          | 0-1           | 18 mar.       |
| 12 nov.     | 2-0         | Perugia-Ascoli           | 0-0           | 18 mar.       |
| 12 nov.     | 4-0         | Torino-Lanerossi Vicenza | 2-2           | 18 mar.       |
| 12 nov.     | 1-1         | Verona-Atalanta          | 0-1           | 18 mar.       |

| andata (9ª) | andata (9ª) | Nona giornata          | ritorno (24ª) | ritorno (24ª) |
|             |             |                        |               |               |
| 26 nov.     | 1-1         | Avellino-Fiorentina    | 0-1           | 1º apr.       |
| 26 nov.     | 1-1         | Bologna-Catanzaro      | 0-0           | 1º apr.       |
| 26 nov.     | 2-2         | Inter-Atalanta         | 1-0           | 1º apr.       |
| 26 nov.     | 1-0         | Juventus-Ascoli        | 0-1           | 1º apr.       |
| 26 nov.     | 1-0         | Lanerossi Vicenza-Roma | 0-3           | 1º apr.       |
| 26 nov.     | 1-0         | Lazio-Verona           | 0-2           | 1º apr.       |
| 26 nov.     | 1-1         | Napoli-Milan           | 1-0           | 1º apr.       |
| 26 nov.     | 0-0         | Perugia-Torino         | 0-0           | 1º apr.       |

| andata (11ª) | andata (11ª) | Undicesima giornata        | ritorno (26ª) | ritorno (26ª) |
|              |              |                            |               |               |
| 10 dic.      | 1-0          | Ascoli-Atalanta            | 2-3           | 14 apr.       |
| 10 dic.      | 1-1          | Catanzaro-Verona           | 0-0           | 14 apr.       |
| 10 dic.      | 2-0          | Fiorentina-Roma            | 1-1           | 14 apr.       |
| 10 dic.      | 1-1          | Juventus-Inter             | 1-2           | 14 apr.       |
| 11 dic.      | 2-1          | Lanerossi Vicenza-Avellino | 1-2           | 14 apr.       |
| 10 dic.      | 1-0          | Lazio-Bologna              | 1-2           | 14 apr.       |
| 10 dic.      | 1-0          | Milan-Torino               | 3-0           | 14 apr.       |
| 10 dic.      | 1-1          | Napoli-Perugia             | 0-2           | 14 apr.       |

| andata (13ª) | andata (13ª) | Tredicesima giornata     | ritorno (28ª) | ritorno (28ª) |
|              |              |                          |               |               |
| 7 gen.       | 0-0          | Avellino-Atalanta        | 0-0           | 29 apr.       |
| 7 gen.       | 0-1          | Fiorentina-Juventus      | 1-1           | 29 apr.       |
| 7 gen.       | 1-1          | Lanerossi Vicenza-Ascoli | 0-0           | 29 apr.       |
| 7 gen.       | 4-0          | Milan-Catanzaro          | 3-1           | 29 apr.       |
| 7 gen.       | 0-2          | Napoli-Lazio             | 2-1           | 29 apr.       |
| 7 gen.       | 1-1          | Perugia-Verona           | 1-1           | 29 apr.       |
| 7 gen.       | 1-1          | Roma-Inter               | 2-1           | 29 apr.       |
| 7 gen.       | 3-1          | Torino-Bologna           | 1-1           | 29 apr.       |

| andata (15ª) | andata (15ª) | Quindicesima giornata      | ritorno (30ª) | ritorno (30ª) |
|              |              |                            |               |               |
| 21 gen.      | 0-0          | Avellino-Juventus          | 3-3           | 13 mag.       |
| 21 gen.      | 1-2          | Fiorentina-Inter           | 2-1           | 13 mag.       |
| 21 gen.      | 1-1          | Lanerossi Vicenza-Atalanta | 0-2           | 13 mag.       |
| 21 gen.      | 2-0          | Milan-Lazio                | 1-1           | 13 mag.       |
| 21 gen.      | 1-0          | Napoli-Verona              | 0-0           | 13 mag.       |
| 21 gen.      | 3-1          | Perugia-Bologna            | 2-2           | 13 mag.       |
| 21 gen.      | 1-0          | Roma-Ascoli                | 0-0           | 13 mag.       |
| 21 gen.      | 3-0          | Torino-Catanzaro           | 1-2           | 13 mag.       |

| andata (2ª) | andata (2ª) | Seconda giornata            | ritorno (17ª) | ritorno (17ª) |
|             |             |                             |               |               |
| 8 ott.      | 2-2         | Ascoli-Bologna              | 0-0           | 4 feb.        |
| 8 ott.      | 0-1         | Atalanta-Torino             | 0-3           | 4 feb.        |
| 8 ott.      | 1-3         | Avellino-Lazio              | 0-0           | 4 feb.        |
| 8 ott.      | 2-1         | Fiorentina-Napoli           | 0-0           | 4 feb.        |
| 8 ott.      | 1-1         | Inter-Perugia               | 2-2           | 4 feb.        |
| 8 ott.      | 6-2         | Juventus-Verona             | 3-0           | 4 feb.        |
| 8 ott.      | 2-0         | Lanerossi Vicenza-Catanzaro | 0-2           | 4 feb.        |
| 8 ott.      | 0-3         | Roma-Milan                  | 0-1           | 4 feb.        |

| andata (4ª) | andata (4ª) | Quarta giornata          | ritorno (19ª) | ritorno (19ª) |
|             |             |                          |               |               |
| 22 ott.     | 3-0         | Ascoli-Torino            | 1-3           | 18 feb.       |
| 22 ott.     | 1-3         | Atalanta-Milan           | 1-1           | 18 feb.       |
| 22 ott.     | 2-0         | Avellino-Verona          | 1-0           | 18 feb.       |
| 22 ott.     | 3-0         | Fiorentina-Lazio         | 0-4           | 18 feb.       |
| 22 ott.     | 0-0         | Inter-Catanzaro          | 1-1           | 18 feb.       |
| 22 ott.     | 1-2         | Juventus-Perugia         | 0-0           | 18 feb.       |
| 22 ott.     | 0-0         | Lanerossi Vicenza-Napoli | 2-2           | 18 feb.       |
| 22 ott.     | 2-0         | Roma-Bologna             | 2-1           | 18 feb.       |

| andata (6ª) | andata (6ª) | Sesta giornata           | ritorno (21ª) | ritorno (21ª) |
|             |             |                          |               |               |
| 5 nov.      | 0-0         | Ascoli-Lazio             | 1-3           | 11 mar.       |
| 5 nov.      | 0-2         | Atalanta-Perugia         | 0-2           | 11 mar.       |
| 5 nov.      | 0-0         | Avellino-Catanzaro       | 0-0           | 11 mar.       |
| 5 nov.      | 1-0         | Fiorentina-Bologna       | 0-0           | 11 mar.       |
| 5 nov.      | 2-0         | Inter-Napoli             | 0-0           | 11 mar.       |
| 5 nov.      | 1-0         | Juventus-Milan           | 0-0           | 11 mar.       |
| 5 nov.      | 0-0         | Lanerossi Vicenza-Verona | 0-0           | 11 mar.       |
| 5 nov.      | 0-2         | Roma-Torino              | 0-1           | 11 mar.       |

| andata (8ª) | andata (8ª) | Ottava giornata         | ritorno (23ª) | ritorno (23ª) |
|             |             |                         |               |               |
| 19 nov.     | 1-1         | Ascoli-Catanzaro        | 1-1           | 25 mar.       |
| 19 nov.     | 0-0         | Atalanta-Bologna        | 0-1           | 25 mar.       |
| 19 nov.     | 1-1         | Avellino-Napoli         | 0-3           | 25 mar.       |
| 19 nov.     | 1-0         | Fiorentina-Verona       | 1-0           | 25 mar.       |
| 19 nov.     | 4-0         | Inter-Lazio             | 1-1           | 25 mar.       |
| 19 nov.     | 1-1         | Juventus-Torino         | 1-0           | 25 mar.       |
| 19 nov.     | 2-3         | Lanerossi Vicenza-Milan | 0-0           | 25 mar.       |
| 19 nov.     | 0-0         | Roma-Perugia            | 1-1           | 25 mar.       |

| andata (10ª) | andata (10ª) | Decima giornata              | ritorno (25ª) | ritorno (25ª) |
|              |              |                              |               |               |
| 3 dic.       | 1-2          | Ascoli-Inter                 | 1-1           | 8 apr.        |
| 3 dic.       | 0-1          | Atalanta-Juventus            | 0-3           | 8 apr.        |
| 3 dic.       | 3-1          | Catanzaro-Lazio              | 1-3           | 8 apr.        |
| 3 dic.       | 0-0          | Fiorentina-Lanerossi Vicenza | 1-0           | 8 apr.        |
| 3 dic.       | 1-1          | Milan-Perugia                | 1-1           | 8 apr.        |
| 3 dic.       | 2-1          | Roma-Avellino                | 0-0           | 8 apr.        |
| 3 dic.       | 0-0          | Torino-Napoli                | 1-0           | 8 apr.        |
| 3 dic.       | 1-0          | Verona-Bologna               | 0-1           | 8 apr.        |

| andata (12ª) | andata (12ª) | Dodicesima giornata     | ritorno (27ª) | ritorno (27ª) |
|              |              |                         |               |               |
| 17 dic.      | 0-0          | Atalanta-Fiorentina     | 1-0           | 22 apr.       |
| 17 dic.      | 3-1          | Avellino-Ascoli         | 0-2           | 22 apr.       |
| 17 dic.      | 1-1          | Bologna-Napoli          | 1-2           | 22 apr.       |
| 17 dic.      | 0-0          | Inter-Lanerossi Vicenza | 1-0           | 22 apr.       |
| 17 dic.      | 1-0          | Perugia-Catanzaro       | 1-1           | 22 apr.       |
| 17 dic.      | 1-0          | Roma-Juventus           | 1-4           | 22 apr.       |
| 17 dic.      | 2-2          | Torino-Lazio            | 0-0           | 22 apr.       |
| 17 dic.      | 1-3          | Verona-Milan            | 1-2           | 22 apr.       |

| andata (14ª) | andata (14ª) | Quattordicesima giornata   | ritorno (29ª) | ritorno (29ª) |
|              |              |                            |               |               |
| 14 gen.      | 2-1          | Ascoli-Fiorentina          | 0-1           | 6 mag.        |
| 14 gen.      | 2-0          | Atalanta-Roma              | 2-2           | 6 mag.        |
| 14 gen.      | 0-1          | Bologna-Milan              | 0-0           | 6 mag.        |
| 14 gen.      | 0-0          | Catanzaro-Napoli           | 0-1           | 6 mag.        |
| 14 gen.      | 2-0          | Inter-Avellino             | 0-1           | 6 mag.        |
| 14 gen.      | 1-2          | Juventus-Lanerossi Vicenza | 1-1           | 6 mag.        |
| 14 gen.      | 0-0          | Lazio-Perugia              | 0-2           | 6 mag.        |
| 14 gen.      | 0-1          | Verona-Torino              | 0-0           | 6 mag.        |

## Statistiche

### Squadra

#### Capoliste solitarie
|    | ——  | —— | —— | ——  | ——      | ——      | —— | —— | ——  | ——    | ——    | ——    | ——    | ——    | ——    | ——    | ——    | ——    | ——    | ——    | ——    | ——    | ——    | ——    | ——    | ——    | ——    | ——    | ——    | —— |  |
|    | Mil |    |    | Mil | Perugia | Perugia |    |    |     | Milan | Milan | Milan | Milan | Milan | Milan | Milan | Milan | Milan | Milan | Milan | Milan | Milan | Milan | Milan | Milan | Milan | Milan | Milan | Milan |    |  |
|    |     |    |    |     |         |         |    |    |     |       |       |       |       |       |       |       |       |       |       |       |       |       |       |       |       |       |       |       |       |    |  |
|    |     |    |    |     |         |         |    |    |     |       |       |       |       |       |       |       |       |       |       |       |       |       |       |       |       |       |       |       |       |    |  |
| 1ª | 2ª  | 3ª | 4ª | 5ª  | 6ª      | 7ª      | 8ª | 9ª | 10ª | 11ª   | 12ª   | 13ª   | 14ª   | 15ª   | 16ª   | 17ª   | 18ª   | 19ª   | 20ª   | 21ª   | 22ª   | 23ª   | 24ª   | 25ª   | 26ª   | 27ª   | 28ª   | 29ª   | 30ª   |    |  |

#### Classifica in divenire
|                   | 1ª | 2ª | 3ª | 4ª | 5ª | 6ª | 7ª | 8ª | 9ª | 10ª | 11ª | 12ª | 13ª | 14ª | 15ª | 16ª | 17ª | 18ª | 19ª | 20ª | 21ª | 22ª | 23ª | 24ª | 25ª | 26ª | 27ª | 28ª | 29ª | 30ª |
|                   |    |    |    |    |    |    |    |    |    |     |     |     |     |     |     |     |     |     |     |     |     |     |     |     |     |     |     |     |     |     |
| ----------------- | -- | -- | -- | -- | -- | -- | -- | -- | -- | --- | --- | --- | --- | --- | --- | --- | --- | --- | --- | --- | --- | --- | --- | --- | --- | --- | --- | --- | --- | --- |
| Ascoli            | 0  | 1  | 2  | 4  | 6  | 7  | 7  | 8  | 8  | 8   | 10  | 10  | 11  | 13  | 13  | 14  | 15  | 15  | 15  | 17  | 17  | 18  | 19  | 21  | 22  | 22  | 24  | 25  | 25  | 26  |
| Atalanta          | 1  | 1  | 2  | 2  | 2  | 2  | 3  | 4  | 5  | 5   | 5   | 6   | 7   | 9   | 10  | 10  | 10  | 11  | 12  | 14  | 14  | 16  | 16  | 16  | 16  | 18  | 20  | 21  | 22  | 24  |
| Avellino          | 0  | 0  | 0  | 2  | 3  | 4  | 5  | 6  | 7  | 7   | 7   | 9   | 10  | 10  | 11  | 13  | 14  | 15  | 17  | 17  | 18  | 19  | 19  | 19  | 20  | 22  | 22  | 23  | 25  | 26  |
| Bologna           | 0  | 1  | 3  | 3  | 4  | 4  | 5  | 6  | 7  | 7   | 7   | 8   | 8   | 8   | 8   | 9   | 10  | 11  | 11  | 12  | 13  | 14  | 16  | 17  | 19  | 21  | 21  | 22  | 23  | 24  |
| Catanzaro         | 1  | 1  | 2  | 3  | 5  | 6  | 7  | 8  | 9  | 11  | 12  | 12  | 12  | 13  | 13  | 15  | 17  | 17  | 18  | 20  | 21  | 22  | 23  | 24  | 24  | 25  | 26  | 26  | 26  | 28  |
| Fiorentina        | 1  | 3  | 3  | 5  | 5  | 7  | 8  | 10 | 11 | 12  | 14  | 15  | 15  | 15  | 15  | 16  | 17  | 18  | 18  | 18  | 19  | 20  | 22  | 24  | 26  | 27  | 27  | 28  | 30  | 32  |
| Inter             | 2  | 3  | 4  | 5  | 6  | 8  | 8  | 10 | 11 | 13  | 14  | 15  | 16  | 18  | 20  | 21  | 22  | 24  | 25  | 26  | 27  | 28  | 29  | 31  | 32  | 34  | 36  | 36  | 36  | 36  |
| Juventus          | 1  | 3  | 4  | 4  | 5  | 7  | 8  | 9  | 11 | 13  | 14  | 14  | 16  | 16  | 17  | 19  | 21  | 23  | 24  | 25  | 26  | 28  | 30  | 30  | 32  | 32  | 34  | 35  | 36  | 37  |
| Lanerossi Vicenza | 0  | 2  | 2  | 3  | 3  | 4  | 4  | 4  | 6  | 7   | 9   | 10  | 11  | 13  | 14  | 15  | 15  | 16  | 17  | 19  | 20  | 21  | 22  | 22  | 22  | 22  | 22  | 23  | 24  | 24  |
| Lazio             | 1  | 3  | 4  | 4  | 6  | 7  | 8  | 8  | 10 | 10  | 12  | 13  | 15  | 16  | 16  | 16  | 17  | 18  | 20  | 20  | 22  | 24  | 25  | 25  | 27  | 27  | 28  | 28  | 28  | 29  |
| Milan             | 2  | 4  | 5  | 7  | 9  | 9  | 11 | 13 | 14 | 15  | 17  | 19  | 21  | 23  | 25  | 25  | 27  | 29  | 30  | 32  | 33  | 34  | 35  | 35  | 36  | 38  | 40  | 42  | 43  | 44  |
| Napoli            | 2  | 2  | 4  | 5  | 7  | 7  | 8  | 9  | 10 | 11  | 12  | 13  | 13  | 14  | 16  | 17  | 18  | 19  | 20  | 20  | 21  | 21  | 23  | 25  | 25  | 25  | 27  | 29  | 31  | 32  |
| Perugia           | 2  | 3  | 5  | 7  | 8  | 10 | 12 | 13 | 14 | 15  | 16  | 18  | 19  | 20  | 22  | 23  | 24  | 25  | 26  | 28  | 30  | 31  | 32  | 33  | 34  | 36  | 37  | 38  | 40  | 41  |
| Roma              | 1  | 1  | 1  | 3  | 3  | 3  | 4  | 5  | 5  | 7   | 7   | 9   | 10  | 10  | 12  | 14  | 14  | 15  | 17  | 17  | 17  | 17  | 18  | 20  | 21  | 22  | 22  | 24  | 25  | 26  |
| Torino            | 1  | 3  | 5  | 5  | 6  | 8  | 10 | 11 | 12 | 13  | 13  | 14  | 16  | 18  | 20  | 21  | 23  | 24  | 26  | 27  | 29  | 30  | 30  | 31  | 33  | 33  | 34  | 35  | 36  | 36  |
| Verona            | 1  | 1  | 2  | 2  | 2  | 3  | 4  | 4  | 4  | 6   | 7   | 7   | 8   | 8   | 8   | 8   | 8   | 8   | 8   | 8   | 9   | 9   | 9   | 11  | 11  | 12  | 12  | 13  | 14  | 15  |

#### Classifiche di rendimento

##### Rendimento andata-ritorno
| Andata            | Andata | Ritorno           | Ritorno |
|                   |        |                   |         |
| Milan             | 25     | Juventus          | 20      |
| Perugia           | 22     | Milan             | 19      |
| Inter             | 20     | Perugia           | 19      |
| Torino            | 20     | Fiorentina        | 17      |
| Juventus          | 17     | Bologna           | 16      |
| Lazio             | 16     | Inter             | 16      |
| Napoli            | 16     | Napoli            | 16      |
| Fiorentina        | 15     | Torino            | 16      |
| Lanerossi Vicenza | 14     | Avellino          | 15      |
| Ascoli            | 13     | Catanzaro         | 15      |
| Catanzaro         | 13     | Atalanta          | 14      |
| Roma              | 12     | Roma              | 14      |
| Avellino          | 11     | Ascoli            | 13      |
| Atalanta          | 10     | Lazio             | 13      |
| Bologna           | 8      | Lanerossi Vicenza | 10      |
| Verona            | 8      | Verona            | 7       |

##### Rendimento casa-trasferta
| Casa              | Casa | Trasferta         | Trasferta |
|                   |      |                   |           |
| Perugia           | 23   | Milan             | 22        |
| Milan             | 22   | Inter             | 18        |
| Juventus          | 21   | Perugia           | 18        |
| Lazio             | 20   | Juventus          | 16        |
| Napoli            | 20   | Torino            | 16        |
| Torino            | 20   | Fiorentina        | 14        |
| Ascoli            | 19   | Napoli            | 12        |
| Avellino          | 18   | Atalanta          | 10        |
| Catanzaro         | 18   | Catanzaro         | 10        |
| Fiorentina        | 18   | Lazio             | 9         |
| Inter             | 18   | Roma              | 9         |
| Roma              | 17   | Avellino          | 8         |
| Bologna           | 16   | Bologna           | 8         |
| Lanerossi Vicenza | 16   | Lanerossi Vicenza | 8         |
| Atalanta          | 14   | Ascoli            | 7         |
| Verona            | 11   | Verona            | 4         |

#### Primati stagionali
- Maggior numero di vittorie: Milan (17)
- Minor numero di sconfitte: Perugia (0)
- Miglior attacco: Milan (46)
- Miglior difesa: Perugia (16)
- Miglior differenza reti: Milan (+27)
- Maggior numero di pareggi: Perugia (19)
- Minor numero di vittorie: Verona (2)
- Maggior numero di sconfitte: Verona (17)
- Peggiore attacco: Verona (14)
- Peggior difesa: Lanerossi Vicenza (42)
- Peggior differenza reti: Verona (-25)
- Partita con più reti: Juventus-Verona 6-2 (2ª giornata)
- Miglior sequenza di partite utili: Perugia (30, dalla 1ª alla 30ª giornata)
- Peggior sequenza di partite senza vittoria: Bologna (19, dalla 4ª alla 22ª giornata)
- Massimo numero di reti segnate in una singola giornata: 27 (2ª giornata)
- Minimo numero di reti segnate in una singola giornata: 7 (6ª giornata)

### Individuali

#### Classifica marcatori
Nel corso del campionato furono segnati complessivamente 455 gol (di cui 24 su autorete e 2 assegnati per giudizio sportivo) da 131 diversi giocatori, per una media di 1,89 gol a partita. Di seguito, la classifica dei marcatori.
| Gol | Rigori |  | Giocatore            | Squadra           |
| --- | ------ |  | -------------------- | ----------------- |
| 19  | 5      |  | Bruno Giordano       | Lazio             |
| 15  | 2      |  | Paolo Rossi          | Lanerossi Vicenza |
| 12  |        |  | Alberto Bigon        | Milan             |
| 11  | 4      |  | Alessandro Altobelli | Inter             |
| 11  |        |  | Carlo Muraro         | Inter             |
| 10  |        |  | Massimo Palanca      | Catanzaro         |
| 10  | 1      |  | Paolo Pulici         | Torino            |
| 9   |        |  | Roberto Bettega      | Juventus          |
| 9   |        |  | Francesco Graziani   | Torino            |
| 9   |        |  | Aldo Maldera         | Milan             |
| 9   |        |  | Roberto Pruzzo       | Roma              |
| 9   | 1      |  | Giuseppe Savoldi     | Napoli            |
| 9   |        |  | Walter Speggiorin    | Perugia           |
| 8   |        |  | Salvatore Bagni      | Perugia           |
| 8   | 1      |  | Gianluca De Ponti    | Avellino          |
| 8   |        |  | Ezio Sella           | Fiorentina        |

### Media spettatori
Media spettatori della Serie A 1978-79: 32 857.
| Club       | Pos. | Media  |
| ---------- | ---- | ------ |
| Napoli     | 1    | 59.359 |
| Roma       | 2    | 48.768 |
| Milan      | 3    | 48.358 |
| Lazio      | 4    | 41.059 |
| Fiorentina | 5    | 40.911 |
| Inter      | 6    | 36.544 |
| Juventus   | 7    | 35.410 |
| Torino     | 8    | 33.818 |
| Bologna    | 9    | 31.429 |
| Avellino   | 10   | 25.055 |
| Ascoli     | 11   | 23.523 |
| Vicenza    | 12   | 23.010 |
| Atalanta   | 13   | 22.848 |
| Perugia    | 14   | 20.984 |
| Verona     | 15   | 17.504 |
| Catanzaro  | 16   | 17.146 |